# Upłaziańska Kopka
Upłaziańska Kopka – nieco wyróżniające się wzniesienie w długiej północno-zachodniej grani Ciemniaka oddzielającej Dolinę Kościeliską od Doliny Miętusiej w Tatrach Zachodnich. Ma wysokość 1457 m n.p.m. (na niektórych mapach 1460 m) i znajduje się w dolnej części tego grzbietu, poniżej Pieca. Grzbietowe partie od Upłaziańskiej Kopki po Piec zajmuje trawiasta Wyżnia Upłaziańska Rówień. W masywie Upłaziańskiej Kopki znajdują się cztery grzędy oddzielające od siebie cztery dolinki i żleby: Żleb pod Wysranki, Upłaziański Żleb, Krowi Żleb i Szeroki Żleb. Najdłuższą z tych grzęd i mającą znaczenie dla turystów (prowadzi nią szlak turystyczny) jest Adamica, poprzez Upłaziański Wierszyk opadająca w widły Miętusiego Potoku i Kościeliskiego Potoku.
Niegdyś cały masyw Upłaziańskiej Kopki stanowił tereny pastwiskowe Hali Upłaz, a częściowo również Hali Miętusiej. Stoki pomiędzy Upłaziańską Kopką i znajdującą się poniżej polaną Upłaz wskutek nadmiernego wypasu i przepędzania nimi owiec, były niemal bezleśne i silnie zerodowane. Po zniesieniu wypasu trawiaste i zerodowane tereny stopniowo zarastają lasem. Znajduje się na obszarze Tatrzańskiego Parku Narodowego, ale odbywa się tutaj gospodarcza wycinka drzew. Dawniej w masywie Upłaziańskiej Kopki znajdowało się kilka ścieżek, ale po zniesieniu wypasu zarosły one już lasem i obecnie jedyną drogą i ścieżką jest znakowany szlak turystyczny.

## Szlaki turystyczne
– czerwony z Cudakowej Polany przez Adamicę, polanę Upłaz, Chudą Przełączkę i Twardy Grzbiet na Ciemniak. Czas przejścia: 3:25 h, ↓ 2:30 h.